# Larsnes
Larsnes er  administrationsby i Sande kommune i Møre og Romsdal. 629 indbyggere per 1. januar 2019, og ligger på øen Gurskøya, sydvendt med udsigt til Stad. Larsnes er det eneste tettstedet i kommunen.

## Stedet
Største arbejdsplads i byen, ud over rådhuset, er Larsnes Mekaniske Verksted AS, som beskæftiger  ca. 40 ansatte. Larsnes huser også læge og tandlæge og flere butikker, blandt andet farvehandel, dagligvarebutikker, frisør, bank og bensinstation. 
Larsnes har færgeforbindelse med Åram på fastlandet, videre med Voksa/Sandsøya og Kvamsøya. Fem kilometer mod øst af  fylkesvei 61 ligger Årvika, med færgeforbindelse til Koparneset.